# 康橋駅
座標: 北緯31度8分11.72秒 東経121度33分46.21秒 / 北緯31.1365889度 東経121.5628361度
康橋駅は、中華人民共和国上海市浦東新区康橋鎮、滬南公路と秀沿路の交差点にある、上海軌道交通18号線の駅で、2020年12月26日に開通した。

## 駅構造
康橋駅は滬南公路に沿って南北方向に設置されている。島式ホーム1面2線の地下駅で、出口は4箇所ある。

## 駅出口
- 1号出口 - 滬南公路、秀沿路
- 2号出口 - 滬南公路
- 3号出口 - 滬南公路
- 4号出口 - 滬南公路

## 隣の駅
上海軌道交通
 18号線
御橋駅 - 康橋駅 - 周浦駅